# Re Babar
Re Babar (conosciuta in altri paesi con il titolo di "Babar" ) è una serie animata di origine franco-canadese prodotta dallo studio di animazione canadese Nelvana e trasmessa su vari canali nazionali in trenta paesi del mondo dal 1989 al 1991. Si ispira ai personaggi e le trame della serie di libri per bambini Babar di Jean de Brunhoff. È suddivisa in cinque stagioni e comprende un totale di 65 episodi.

## Trama
Babar e sua moglie Celeste vivono nel palazzo reale assieme ai loro quattro figli: Pom, Flora, Alexander e Isabelle. 

## Personaggi

### Famiglia Babar
- Babar: L'elefante re di Celestopoli, ha lasciato la giungla da piccolo perché la sua famiglia venne attaccata dai bracconieri. Una volta arrivato in città, viene preso in custodia dalla gentile Madame che si occupa della crescita e dell'educazione dell'elefantino, civilizzandolo. Tornato nella giungla da adulto, gli elefanti lodano la sua saggezza e lo incoronano Re; in seguito, Babar costruisce il regno di Celestopoli nella giungla, prendendo il nome da sua moglie. È un padre premuroso ed affettuoso.

- Celeste: Moglie di Babar e regina di Celestopoli, la quale ha funto da ispirazione per il nome del regno. Ha viaggiato in molte parti del mondo da giovane, imparando usi e costumi di molte civiltà. È gentile e dolce e ha uno spiccato senso dell'umorismo.

- Arthur (Arturo nella versione italiana): Fratello minore di Celeste e zio dei quattro figli di Babar. Scherzoso e amante dell'avventura, si occupa spesso di intrattenere gli elefantini con giochi all'aperto.

- Pom: Primogenito di Babar e Celeste. Come il padre, è un elefante molto protettivo con i suoi fratelli minori, ma sa anche allearsi con il piccolo Alexander per fare scherzi alle due sorelline.

- Flora: Secondogenita, amante delle feste e caparbia.

- Alexander (Alessandro nella versione italiana): Penultimo figlio di casa Babar, ingenuo ma iperattivo.

- Isabelle: La figlia più piccola che sta ancora imparando a camminare e parlare.

### Famiglia Ratacea
- Lord Rataxes (Re Ratacea nella versione italiana): Re di Rhinolandia, terra adiacente a Celestopoli. È un grosso rinoceronte burbero ma stolto.
- Lady Louise Rataxes /Regina Luisa Ratacea nella versione italiana): Regina di Rhinolandia e moglie di Lord Rataxes, è una rinoceronte femmina molto esigente col marito, ma amica della famiglia di Babar.
- Victor: Figlio di Lord e Lady Rataxes, spesso gioca con i figli di Babar.

## Doppiatori
Gordon Pinsent : King Babar

Dawn Greenhalgh : Queen Celeste

Lisa Yamanaka : Flora (1° voce) (1989) / Isabelle (1990–1991)

Lea-Helen Weir : Flora (2° voce) (1990–1991)

Stuart Stone : Young Arthur (1989) / Alexander (2° voce) (1990–1991)

Jeff Pustil : Zephir

Paul Haddad : Uncle Arthur

Stephen Ouimette : Pompadour

Elizabeth Hanna : Madame

Allen Stewart-Coates : Lord Rataxes

Corrine Koslo : Lady Rataxes

John Stocker : Basil

Chris Wiggins : Cornelius

Noah Godfrey : Victor (1990–1991)

Benjamin Barrett : Pom (1990–1991)

Gavin Magrath : Young Babar (1989)

Tara Charendoff : Young Celeste (1989)

Bobby Becken : Pom (1989)

Amos Crawley : Alexander (1° voce) (1989)

Dan Hennessey : Truffles

## Episodi
La serie principale è costituita da 65 episodi, suddivisi in 5 stagioni da 13 episodi ciascuna.
Ad essi si aggiungono 13 episodi della "Serie Remake" prodotti nel 2000 da Nelvana in collaborazione con Ellipseanime e Kodansha.

### Prima stagione
- 01. I primi passi di Babar
- 02. La vita di città
- 03. Il ritorno di Babar
- 04. La città degli elefanti
- 05. Tutti per uno
- 06. La scelta di Babar
- 07. Alla conquista della luna
- 08. Il grande amore per il circo
- 09. Il miglior amico di un elefante
- 10. Lo spettacolo deve continuare
- 11. Duettare o non duettare
- 12. Il caso della corona scomparsa
- 13. Il fantasma

### Seconda stagione
- 14. Il regalo
- 15. Babar va a scuola
- 16. Tra amici
- 17. Il voto di re Tort-ruga
- 18. Elephant express
- 19. Spinto dai compagni
- 20. Il tour di Celestopoli
- 21. La guerra dei rinoceronti
- 22. Raddoppiate la guardia
- 23. La birbonata
- 24. L’intruso
- 25. Conga il terribile
- 26. Avventura in mongolfiera

### Terza stagione
- 27. Consegna urgente
- 28. La gazzetta di Celestopoli
- 29. Dirlo o non dirlo?
- 30. La pozione della strega
- 31. È difficile essere padre
- 32. Lo Zio Arturo e i Pirati
- 33. A cena da Ratacea
- 34. La moneta
- 35. L’incantesimo
- 36. Racconti di terrore
- 37. Il serpente marino non salato
- 38. Fantasma per un giorno
- 39. I ragazzi sono sempre ragazzi

### Quarta stagione
- 40. Alessandro il grande pasticcione
- 41. Ogni mestiere ha il suo rovescio
- 42. Giocando alle regine
- 43. Le bugie hanno le gambe cortissime
- 44. Il capolavoro di Ratacea
- 45. La trovatella 'ritrovata'
- 46. Attraverso il mare del tempo
- 47. Sistema di insicurezza
- 48. Ognuno al suo posto
- 49. Non è tutto oro quello che riluce
- 50. Il pachiderma scarlatto
- 51. Un'allergia provvidenziale
- 52. Bambini in sciopero

### Quinta stagione
- 53. Il bici-dirigibile
- 54. La vendita all'asta
- 55. La grande corsa
- 56. Chi è il vero eroe?
- 57. Chi salverà la partita?
- 58. L'inafferrabile Codanera
- 59. Arrivano gli ufo!
- 60. Come è bello andare d'accordo
- 61. Il grande mammuth bianco
- 62. Una missione 'top secret'
- 63. Come è bello crescere
- 64. L'ultima invenzione di Arturo
- 65. Mango, mango, tango!

### Serie Remake
- 66. The Departure
- 67. Adventures on Big Island
- 68. Land of Games
- 69. Land of Toys
- 70. Land of Ice
- 71. Land of Pirates
- 72. Land of Witches
- 73. Land of Mysterious Water
- 74. Land of The Underground
- 75. The Seabed Land
- 76. Land of the Treats
- 77. Land of the Treasure Hunt
- 78. Land of Happiness

## Edizione DVD inglese
- Fremantle Home Entertainment ha rilasciato 3 dischi singoli su DVD Regione 2 nel Regno Unito, il 4 maggio 2009.
- Il 5 giugno 2012, Entertainment One ha rilasciato per la prima volta la prima stagione completa su DVD nella Regione 1.